# Дъбованско македонско благотворително братство
Дъбованското македонско благотворително културно-просветно братство „Полковник Янков“ е организация на бежанците от областта Македония, установили се в никополското село Дъбован.

## История
Основано е на 31 януари 1932 година под ръководството на Петър Палюшев в Чергелан. В настоятелството са избрани Тодор Крушков (председател), Васил Кралев (подпредседател), Апостол Ковачев (секретар), Ламбо Сидеров (касиер) и съветници са Манчо Илиев, Илия Миладинов и Димитър Крушков. На 20 октомври същата година Тодор Крушков събира делегатите отново в Дъбован и в учредителния протокол се записват 22 души. Избрано е настоятелство с председател Димитър Крушков, Петър Кожинков е подпредседател, Атанас Узунов е секретар, а в контролната комисия влизат Тодор Крушков, Лазар Козаров и Вангел Сидеров. Патронният празник на братството е Свети Дух, знамето е трицветно – бяло, зелено и червено, с изображение на Свети Дух от едната страна, а от другата – две поздравяващи се длани с вензел. През 1936 година броят на членовете достига 32 души. На 24 май същата година е избрано ново ръководство: Коста Атанасов Панов (председател), Атанас Манов Узунов (подпредседател), Милан Щерев Димитров (секретар), Васил Кралев Лазаров (касиер), Димитър Весев Крушков, Тодор Димитров Крушков и Димитър Тодоров Шейнов са членове. В контролната комисия влизат Коста Киров Георгиев, Ламбо Стефанов Сидеров и Киро Димитров Баров.